# Saint-Thomas-de-Courceriers

Saint-Thomas-de-Courceriers este o comună în departamentul Mayenne, Franța. În 2009 avea o populație de 230 de locuitori.